# Goran Sankovič
Goran Sanković, slovenski nogometaš, * 18. junij 1979, Celje, † 4. junij 2022.
Sanković Goran je člansko kariero začel leta 1996 v klubu Publikum Celje, za katerega je do leta 2001 odigral 119 tekem in dosegel dva gola. V letih 2001 in 2002 je igral za praško Slavio, osvojen Česki pokal 2002, ob koncu kariere med letoma 2002 in 2004 pa za grška kluba Akratitos in Panionios, kjer ni veliko igral.
Za slovensko reprezentanco je odigral pet uradnih tekem, 23 tekem za reprezentanco do 21 leta, kapetan vseh mlajših kategorij, član ekipe katera je igrala Evropsko prvenstvo Under-16 v Belgiji. 
Udeležil se je tudi Korea&Japan Svetovnega prvenstva leta 2002, vendar ni igral. 
V letih 2006-2007 športni direktor NK Publikum Celje. 
Po končani karieri, zaradi težke poškodbe kolena, deluje v športu/nogometu kot organizator letnih in zimskih priprav za športne ekipe.
Poročen, oče dveh otrok.